# Gordej Ivanovič Levčenko
Gordej Ivanovič Levčenko (in russo Гордей Иванович Левченко? in ucraino Горді́й Іва́нович Ле́вченко?, Hordij Ivanovyč Levčenko; 20 gennaio 1897, 1º febbraio del calendario giuliano – 9 giugno 1981) è stato un ammiraglio sovietico.
Nato in Ucraina facente parte allora dell'Impero Russo e poi dell'Unione Sovietica, nel 1913 entrò nella Marina Imperiale partecipando alla prima guerra mondiale.
Nel 1917 partecipò a San Pietroburgo all'assalto al Palazzo d'Inverno. Durante la guerra civile russa ha combattuto contro le truppe del generale Judenič e successivamente partecipò alla repressione della Rivolta di Kronštadt.
Entrato nel PCUS nel 1919 e dopo essersi diplomato nel 1922 al collegio navale, venne assegnato al servizio nella Flotta del Baltico, assumendo nello stesso anno il comando dell'incrociatore Aurora. Dal 1932 al 1933 ebbe il comando della Flottiglia del Caspio e dal 1933 al 1937 il comando di una formazione di corazzate della Flotta del Baltico e di una formazione di cacciatorpediniere, della Flotta del Mar Nero.
Nel 1938 ebbe il comando della Flotta del Baltico e durante la Grande Guerra Patriottica partecipò alla difesa di Odessa, Nikolaev e Sebastopoli.
Nel novembre 1941 venne arrestato e il 25 gennaio 1942 condannato a 10 anni di carcere, ma già il 31 gennaio venne graziato e reintegrato in servizio, destinato al comando del cacciatorpediniere Leningrad, e successivamente al comando della base navale di Kronštadt, prendendo parte, mediante il trasporto di truppe e il rifornimento, alla difesa di Leningrado.
Nel maggio 1946 tornò al comando della flotta del Baltico e nel febbraio 1949 guidò a Valona la commissione incaricata del trasferimento della nave da battaglia Giulio Cesare e dei sommergibili Nichelio e Marea, che i sovietici ottennaro dall'Italia dal trattato di pace come risarcimento per danni di guerra, la cui consegna avvenne nel porto albanese di Valona, a differenza delle altre unità, la cui consegna avvenne nel porto di Odessa, in quanto la Convenzione di Montreux non consentiva il passaggio attraverso i Dardanelli di navi da battaglia e sommergibili appartenenti a stati privi di sbocchi sul Mar Nero.
Dopo altri incarichi prestigiosi, nel settembre 1960 si è ritirato dal servizio.
La Marina Sovietica gli ha reso onore intitolando alla sua memoria un cacciatorpediniere della Classe Udaloj che entrato in servizio nel 1988, dopo la dissoluzione dell'Unione Sovietica è entrato a far parte della Marina Russa in cui attualmente è in servizio nella Flotta del Nord.